# Catena de Nanshe
Nanshe Catena
Pour les articles homonymes, voir Nanshe.
La catena de Nanshe (désignation internationale : Nanshe Catena) est une chaîne de cratères d'impact située sur Ganymède. Elle a été nommée en référence à Nanshe, déesse des sources et des canaux, fille d'Enki.